# Carea curvifera
Carea curvifera är en fjärilsart som beskrevs av Walker 1862. Carea curvifera ingår i släktet Carea och familjen trågspinnare. Inga underarter finns listade i Catalogue of Life.